# Annamária Tóthová
Annamária Tóthová rozená Kovácsová, (14. září 1945 Budapešť – červenec 2023) byla maďarská atletka, která soutěžila v různých disciplínách.
Startovala za Maďarsko na letních olympijských hrách v roce 1968 v Mexico City a získala bronzovou medaili v pětiboji.
Mezi lety 1966 a 1969 také vyhrála devět mistrovství Maďarska na 100 metrů a 200 metrů, 100 metrů překážek, skoku dalekém a pětiboji. V roce 1967 byla jmenována maďarskou sportovkyní roku.